# USS Valley Forge (CG-50)
USS Valley Forge (CG-50) je bila četvrta raketna krstarica klase Ticonderoga u službi američke ratne mornarice te drugi brod koji nosi to ime.

Godine 2006. je potopljen kao meta tijekom bojnog gađanja.

## Vanjske poveznice
- globalsecurity.org